# Waikārapi Lagoon
Die Waikārapi Lagoon ist eine Lagune in der Region Marlborough auf der Südinsel von Neuseeland. Sie ist Teil eines Gewässersystems, das aus mehreren Lagunen besteht und diese zusammengefasst in älterer Literatur als Vernon Lagoons bezeichnet werden.

## Geographie
Die Waikārapi Lagoon befindet sich rund 9,3 km ostsüdöstlich von Blenheim, dem Verwaltungssitz des Marlborough District. Die Lagune ist die mittlere des Lagunen-Systems, das neben der Waikārapi Lagoon auch aus den Lagunen Big Lagoon, Upper Lagoon und der Chandlers Lagoon besteht. Alle zusammen haben über das Te Aropipi genannte Gewässer, das einem Flussarm gleicht, Zugang zum Mündungsgebiet des Ōpaoa River in den Wairau River und dessen Mündung in die Te Koko-o-Kupe / Cloudy Bay und damit zur Cook Strait, die die Südinsel von Neuseeland von der Nordinsel trennt.
Die Waikārapi Lagoon selbst besitzt eine ungefähre Größe von 84 Hektar und erstreckt sich über eine Länge von 1,6 km in Nord-Süd-Richtung und einer maximalen Breite von rund 770 m in Ost-West-Richtung. Nördlich grenzt die Lagune an die Insel Budges Island an und östlich an die Big Lagoon. Im Süden und Westen wird die Lagune von der weit verzweigten und rund 2,1 km langen, von verschiedenen Gewässern durchzogenen Halbinsel, die auch ein Feuchtgebiet beinhaltet, begrenzt. Westlich dahinter befindet sich die Upper Lagoon.
Die Lagune steht begrenzt unter dem Einfluss der Gezeiten.